# DP2受容体
DP2受容体（DP2 receptor）は、ヒトなどに存在するGタンパク質共役受容体の1種である。Th2細胞の走化性に関わる受容体でもあることからCRTH2（Chemoattractant Receptor-homologous molecule expressed on T-Helper type2 cells）などとも呼ばれる場合がある。ただし、Th2細胞以外にも様々な細胞において発現していて様々な生理反応に関与している他、病理学の分野では炎症やアレルギーに関係する受容体の1つとして知られる。なお、CD分類ではCD294と番号が付与されている。

## 構造
DP2受容体はGタンパク質共役受容体の中でも、Giタンパク質と共役した、いわゆるGi受容体の1つである

。
ヒトにおいてDP2受容体は、第11番染色体の長腕側にコードされている

。
ヒトのDP2受容体の遺伝子は、2つのイントロンを含んだ3つのエキソンから成っている。この遺伝子から転写されて作られたmRNAが、リボソームでタンパク質へと翻訳されてできたヒトのDP2受容体は、395個のアミノ酸からできており、その分子量は43267.15である

。
なお、DP2受容体には種差が見られ、例えばマウスのDP2受容体は、382個のアミノ酸からできており、分子量は42944.17である

。

## 発現
ヒトにおいてDP2受容体は、広く全身の細胞で発現している

。
特に、胃や小腸や心臓や胸腺において多く発現している

。
さらに、結腸や中枢神経系や血球や骨格筋や脾臓などでも発現が認められる

。

## リガンド
DP2受容体のリガンドは多岐にわたる。以下に例を挙げる。

### アゴニスト
DP2受容体の天然のアゴニスト、すなわち、元々体内でアゴニストとして作用している物質としては、例えばプロスタグランディン類が挙げられ、PGD2はもちろんのこと、PGE2、PGF2α、PGI2、PGJ2がそれである

。
この他にトロンボキサンA2から生成する、11-デヒドロトロンボキサンB2も天然のアゴニストとして知られる

。
さらに、人工的に作られたアゴニストとしては、様々なプロスタグランディン類の誘導体の他に、インドメタシンなど様々な物質が挙げられる

。

### アンタゴニスト
DP2受容体のアンタゴニストとしては、ラマトロバンとその類似物質

、フェビピプラントなど多数の物質が挙げられる

。

## 機能
既述の通り、DP2受容体は、Gi受容体である。アゴニストによってDP2受容体が作動すると、細胞内のカルシウムイオン濃度を挙げて、cAMPは減少させ、さらにPI3キナーゼを活性化させる

。
以上のことが起こった結果、どんな生理反応が起こるかは、細胞によって異なること、さらに、既述の通り、DP2受容体は全身の様々な細胞で見られることから、ここでは各種の血球で作動した場合について述べる。
まず、in vitroにおいて、好酸球、好塩基球、Th2細胞を遊走させる上に、好酸球や好塩基球に至っては脱顆粒させてアレルギー反応を引き起こす物質を周囲に放出することが判っている

。
そして、急性の炎症を引き起こした動物というin vivoの環境においても、同様のことが発生することが判明した

。
また、DP2受容体のアゴニストは、好酸球やTh2細胞を引き寄せて、さらにカルシニューリンを介してサイトカインの産生も促進させる

。
このようにして、DP2受容体のアゴニストはアレルギー反応を促進する

。

## その他
既述の通りフェビピプラントはDP2受容体のアンタゴニストであり、2016年現在、喘息の治療に使用できるのではないかと考えられており、ヒトを用いた第3相試験中である

。
また、既述の通りラマトロバンもDP2受容体のアンタゴニストだが、2016年現在、ラマトロバンは実際に抗アレルギー薬としてヒトに対して使用されている薬剤であり、こちらはin vitroにおいて好酸球の遊走を妨げることが判明している

。